# جاك بييل
جاك بييل (بالإنجليزية: Jack Beal)‏ هو رسام أمريكي، ولد في 25 يونيو 1931، وتوفي في 29 أغسطس 2013.